# Хаанья
Ха́анья (ест. Haanja kõrgustik) — височина на південному сході Естонії, її «найвисокогірніше» плато. Однойменна з розташованим тут селищем Хаанья повіту Вирумаа. Тут розташована найвища для Естонії та всієї Прибалтики висотна позначка у 318 метрів над рівнем моря — Суур Мунамяґі (ест. Suur-Munamägi).
Південна частина височини Хаанья частково розташована на території Латвії, де має назву Алуксненської височини. Максимальна висотна позначка в латвійській частині височини Хаанья — 271,5 метрів над рівнем моря — пагорб Делінькалнс (латис. Dēliņkalns). Південно-східна частина Хаанья розташовується у Печорському районі Псковської області Росії; таким чином на цій височині розміщується точка сходження кордонів трьох держав.
Через височину Хаанья, з північного сходу на південний захід територією Естонії проходить шосе Псков-Рига.